# Felipe Londoño
Felipe Londoño (Medellín, 3 de febrero de 1994) es un actor colombiano. Es reconocido por interpretar a Nelson Gutiérrez en la serie de televisión española Entrevías.

## Carrera
Londoño inició su trayectoria en Colombia y posteriormente se trasladó a Madrid. Alcanzó proyección internacional al interpretar a Nelson Gutiérrez en la serie Entrevías, emitida por Telecinco y distribuida globalmente a través de Netflix.
En 2023 formó parte del elenco de Perfil falso, serie de suspenso producida por Netflix, en la que interpretó a Cristóbal Balboa durante sus dos temporadas.
En el ámbito cinematográfico, participó en la película Culpa tuya (2024), producida por Prime Video, donde dio vida al personaje de Luca. Entre sus proyectos anunciados para 2025 figuran el largometraje de terror Maleficio: La regla de Osha y las series Punto Nemo y Legado, en las que interpreta a Raúl Mendoza y Ezequiel, respectivamente.

## Filmografía

### Cine
| Año  | Título                      | Personaje | Ref.  |
| ---- | --------------------------- | --------- | ----- |
| 2019 | Al son que me toquen bailo  | Murcia    | [ 8 ] |
| 2024 | Culpa tuya                  | Luca      | [ 9 ] |
| 2025 | Maleficio: La regla de Osha | —         | [ 5 ] |

### Televisión
| Año       | Título                        | Personaje                 | Ref.   |
| --------- | ----------------------------- | ------------------------- | ------ |
| 2015      | ¿Quién mató a Patricia Soler? | —                         | [ 10 ] |
| 2015-2016 | Sala de urgencias             | Ilario                    | [ 11 ] |
| 2016      | Azúcar                        | —                         | [ 10 ] |
| 2017      | Pambele                       | Dalmau                    | [ 10 ] |
| 2017      | El Comandante                 | Soldado Rivero            | [ 12 ] |
| 2019      | El inquisidor                 | Delegado fiscalía         | [ 13 ] |
| 2022-2024 | Entrevías                     | Nelson Gutiérrez          | [ 1 ]  |
| 2023      | Los medallistas               | Wilson Muñoz Oviedo       | [ 12 ] |
| 2023-2025 | Perfil falso                  | Cristóbal Balboa Barragán | [ 14 ] |
| 2025      | Legado                        | Ezequiel                  | [ 7 ]  |
| 2025      | Punto Nemo                    | Raúl Mendoza              | [ 6 ]  |